# Neurotmesis

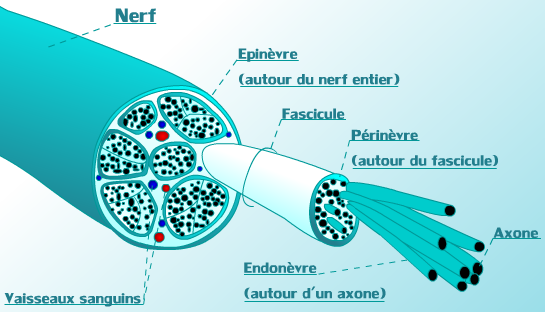
Zenuw.
nerf=zenuw, epinèvre=epineurium, périnèvre=perineurium, endonèvre=endoneurium, fascicule=bundel,
vasseaux sanquins=bloedvaten

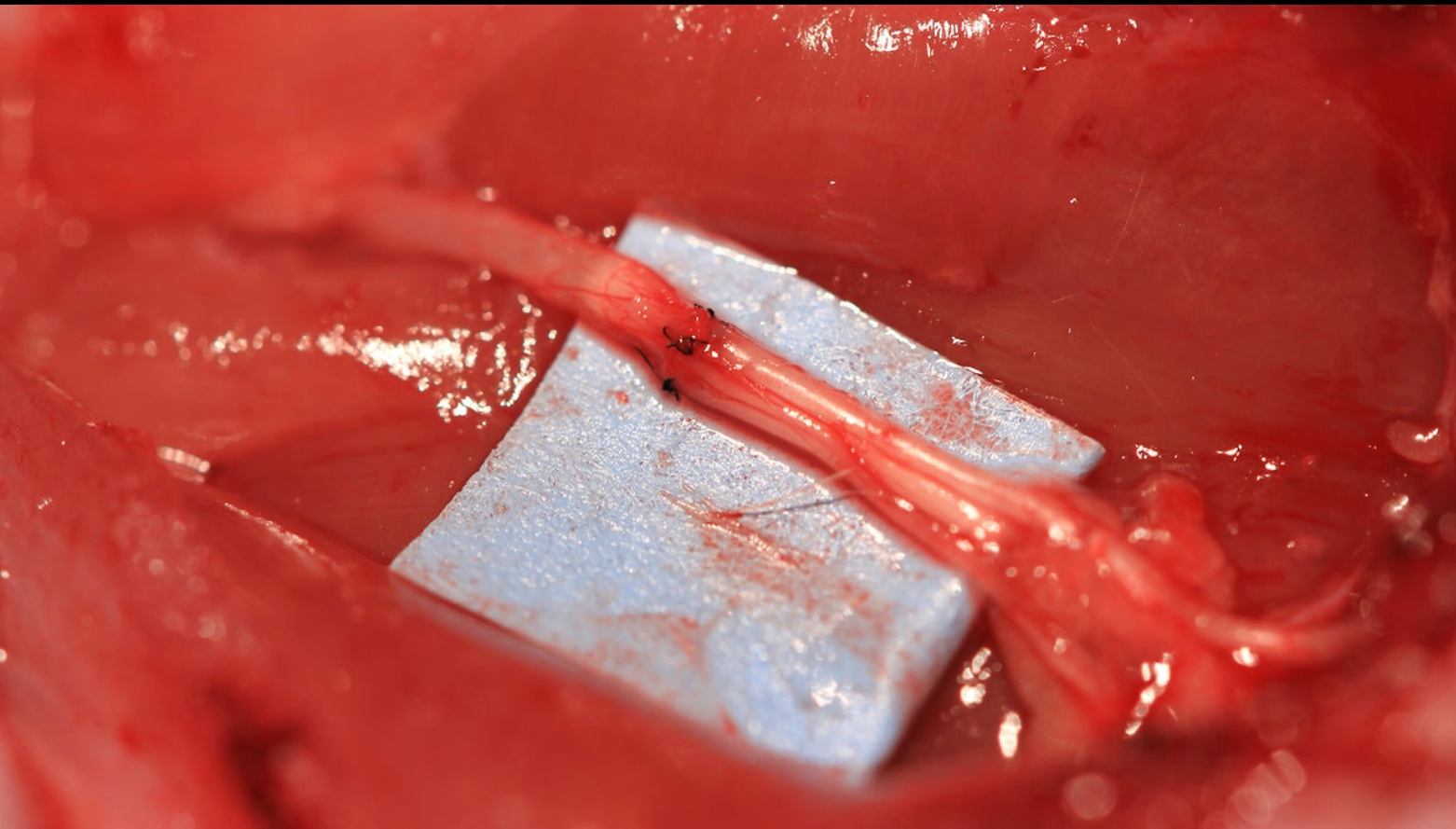
Door een epineuriale operatie herstelde zenuw

Neurotmesis is beschadiging van een zenuw in het perifere zenuwstelsel, waarbij de axonen en de isolatiemantel stuk zijn. Door deze beschadiging treedt afhankelijk van de ernst niet of blijvende parese (verlamming) op.
Neurotmesis komt het meeste voor in de bovenarm. 73,5% van alle perifere zenuwstelselbeschadigingen komt hier voor. Van deze gevallen wordt de elleboogzenuw het meest beschadigd. Bij perifere zenuwen zijn de axonen meestal omgeven met een myelineschede met daar omheen het endoneurium. Het perineurium zit hier weer omheen en de buitenste laag om de zenuw wordt het epineurium genoemd. Bij neurotmesis treedt bloeding en oedeem (opzwelling) op, waardoor er een ontsteking ontstaat met als gevolg zenuwlittekenvorming.
Bij neuronotmesis gradering 3 treedt een niet volledige regeneratie op, waarbij het axon 1 of met behulp van fysiotherapie tot 3 mm per dag kan groeien. Bij grotere beschadigingen, zoals het volledig verbreken van alle zenuwstructuren, ontstaat littekenzenuwweefsel, waarbij zonder operatief ingrijpen geen of een zeer slechte regeneratie optreedt. Alleen het aan elkaar "naaien" van de zenuwvezels kan een verbetering van de zenuwfunctie geven. Kunnen de zenuwvezelstompen niet meer aan elkaar genaaid worden dan biedt alleen een zenuwimplantaat uit een andere zenuw nog mogelijkheden. Zo kan het gevoel in een borstprothese aangebracht worden door het aansluiten van een uit de buik afkomstige zenuw.

## Indeling zenuwbeschadigingen
Volgens de classificatie van de Britse orthopedische chirurg Sir Herbert Seddon (1903–1977) worden naar oplopende ernst van de zenuwbeschadiging de volgende soorten onderscheiden:
- Neurapraxie
- Axonotmesis
- Neurotmesis

|  | Schema van een intacte zenuw |                                                                         |
|  | Neurapraxie                  | De zenuw kan tijdelijk geen elektrische signalen doorgeven              |
|  | Axonotmesis                  | De axonen zijn stuk, maar de isolatiemantel (groen) is intact gebleven. |
|  | Neurotmesis                  | Zowel de axonen als de isolatiemantel zijn stuk.                        |